# 큰회색올빼미

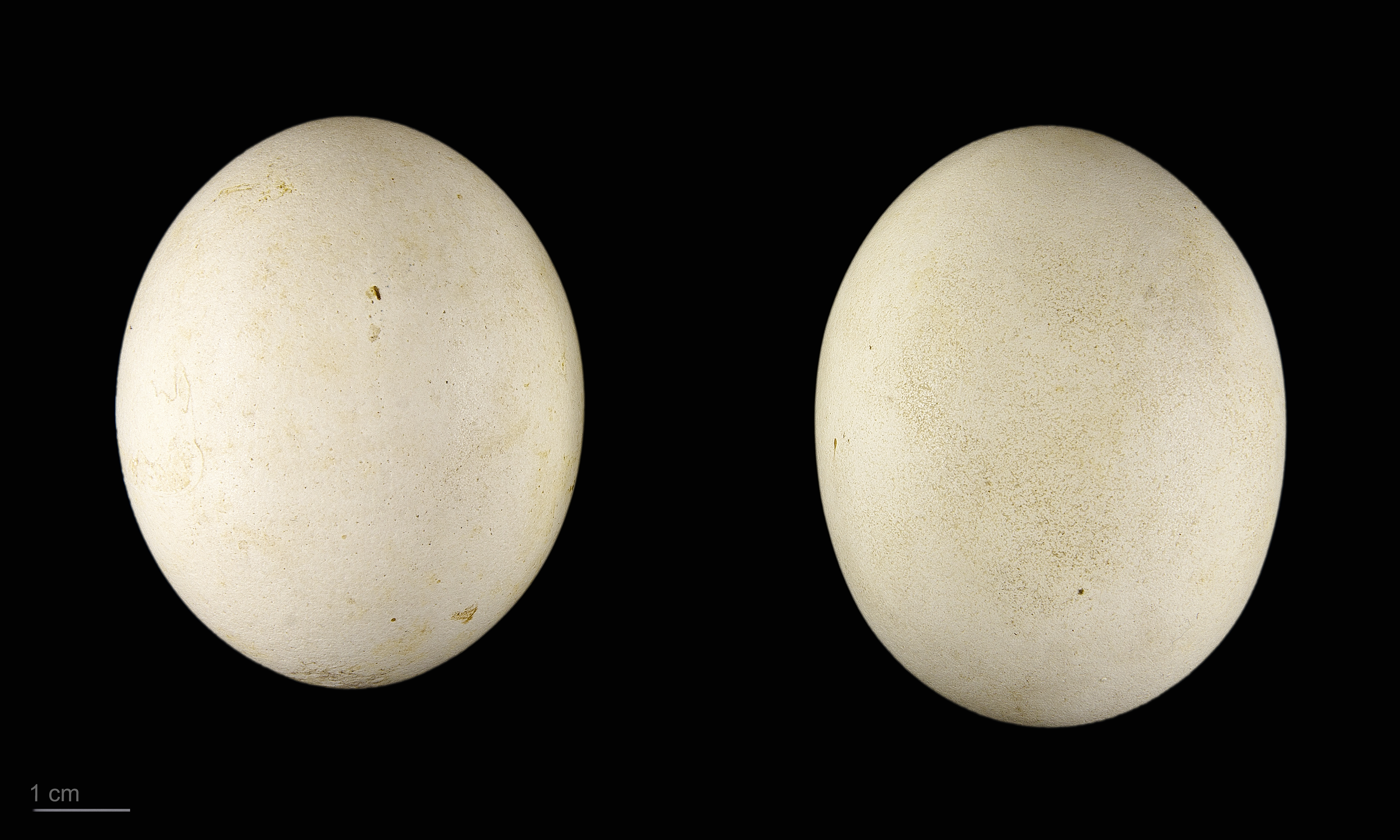
Strix nebulosa lapponica

큰회색올빼미(Strix nebulosa 스트릭스 네불로사[*])는 매우 커다란 올빼미의 한 종이다. 지금까지 기록된 가장 신장이 큰 올빼미 개체는 북방올빼미였다. 북반구 북부에 걸쳐 분포한다.
성체는 둥근 머리통에 회색 깃털, 노란 눈을 가졌으며 주위로 검은 둘레가 있다. 배면은 밝은 바탕에 어두운 무늬가 있으며, 등면은 회색 바탕에 밝은 무늬가 있다. 북방올빼미는 얼굴지름이 맹금류 중 가장 크다.
신장을 기준으로 하면 북방올빼미는 수리부엉이보다 커서 올빼미과 최대종의 자리를 차지하지만, 체중을 기준으로 하면 수리부엉이를 비롯한 수리부엉이속의 여러 종들에게 밀린다. 북방올빼미의 깃털은 거품 같기 때문에 다소 기만적인 점이 있다. 커다란 머리와 긴 꼬리는 사실 다른 대형 올빼미들보다 가벼운 체급을 가리기 위한 위장인 것이다. 신장은 암컷이 평균 72 센티미터, 수컷이 평균 67 센티미터이다. 익폭은 152 센티미터를 초과하는 개체도 있지만 평균적으로는 암컷이 142 센티미터, 수컷이 140 센티미터이다. 성체의 체중은 580 ~ 1,900 그램 사이로, 평균은 암컷이 1,290 그램, 수컷이 1,000 그램이다. 대부분의 다른 올빼미 종들과 마찬가지로 수컷이 보통 암컷보다 작다.